# Denis Favier
Denis Favier, född 18 maj 1959 i Lons-le-Saunier, är en fransk general och chef för det franska gendarmeriet sedan 2013.

## Biografi
General Favier utexaminerades från militärhögskolan Saint-Cyr 1983. Som löjtnant tjänstgjorde han i det mobila gendarmeriet, som kapten var han kompanichef vid länsgendarmeriet. 1992 blev han chef för gendarmeriets nationella insatsstyrka GIGN (Groupe d'intervention de la Gendarmerie nationale). Som sådan ledde han fritagningen av gisslan från kapningen av AF 8969. 1997 genomgick Favier den franska försvarshögskolans stabsofficerskurs och tjänstgjorde därefter i gendarmeriets centrala ledning till han 2003 blev chef för gendarmeriet i Haute-Savoie. Efter ytterligare kommenderingar till den centrala ledningen blev han åter chef för GIGN 2007 med uppdrag att omorganisera förbandet. Han deltog därvid i befrielsen av besättningen på segelfartyget Le Ponant vilket kapats av somaliska sjörövare. Som chef för GIGN blev Favier 2008 befordrad till brigadgeneral. Han blev generalmajor 2010 och chef för gendarmeriet i regionen Île-de-France. Redan nästa år blev han generallöjtnant och chef för gendarmeriet i Paris försvarszon. Favier blev general och efterträdde Jacques Mignaux som chef för gendarmeriet 2013.